# Kezia
Kezia (Varianten: Cassia, Ketziah, Keziah) ist ein aus dem Hebräischen (קְצִיעָה) stammender weiblicher Vorname und bedeutet: lieblicher Duft oder Zimtblüte. Gemeint ist die Blüte oder der Duft der Zimtkassie, die als Gewürzstrauch in Israel angepflanzt wurde, sie ist aber keine echte Kassie. Der Name kommt in der Bibel vor. Kezia war die zweite der drei Töchter Ijobs, die ihm nach der Wiederherstellung seiner Gesundheit und seiner Familie geschenkt wurde (Ijob 42,14 ). Sie war besonders für ihre Schönheit und ihren Verstand bekannt.
Die Kassie ist ein Hülsenfrüchtler, der pantropisch, also tropisch und subtropisch, um den gesamten Erdball verbreitet ist.
Der Name war im viktorianischen England verbreitet und ist dort heute wieder selten. Er wird heute nicht mehr geschlechtsspezifisch gebraucht, vergleiche Keziah Jones, und ist mit Keziah Dane (1967) von Sue Grafton literarisch.